# Менетий (наварх)
Менетий (др.-греч. Μενοίτιος; IV век до н. э.) — участник походов Александра Македонского и войн диадохов.

## Биография
Происхождение Менетия достоверно неизвестно. Г. Берве предположил, что Менетий был греком из Троады; В. Хеккель — македонянином.
Арриан писал, что Менетий был кормчим корабля, на котором Александр Македонский переплыл Геллеспонт. Он же увенчал голову македонского царя золотым венком.
Предположительно, впоследствии Менетий поступил на службу к правителю Египта Птолемея. В 306 году до н. э. Менетий оказался в осаждённом войсками Деметрия Саламине на Кипре. Вскоре к Саламину прибыл Птолемей со своим флотом. Птолемей отправил гонцов к брату Менелаю, который руководил обороной, с приказом отправить на усиление основного флота те 60 кораблей, которые находились в городской гавани. Деметрий узнал о планах врага и усилил блокаду города, в том числе оставил у узкого выхода из гавани десять кораблей под командованием Антисфена. Во время решающего сражения Менелай приказал Менетию прийти на помощь Птолемею. Менетий, хоть и сумел прорвать строй кораблей Деметрия, не смог принять участие в сражении, так как Птолемей проиграл сражение ещё до прибытия саламинского флота. В тот же день Менетий со своими кораблями вернулся обратно в городскую гавань. После поражения Птолемея Менелай сдал город Деметрию. Согласно Юстину победитель великодушно отпустил Менелая и других близких Птолемею людей в Египет.
Не исключено, что Менетий-кормчий Александра и Менетий-наварх на службе у Птолемея были тёзками, а не одним человеком.

### Исследования
- Berve H. 511. Μενοίτιος // Das Alexanderreich auf prosopographischer Grundlage (нем.). — München: C. H. Beck`sche Verlagsbuchhandlung, 1926. — Vol. 2. — P. 259.
- Billows R. Antigonos the One-eyed and the Creation of the Hellenistic State (англ.). — Berkeley; Los Angeles; London: University of California Press, 1997. — ISBN 0-520-06378-3.
- Heckel W. Who's Who in the Age of Alexander and his Successors. From Chaironea to Ipsos (338—301 BC) (англ.). — Barnsley: Greenhill Books, 2021. — 554 p. — ISBN 978-1-78438-648-1.
- Romm J. Demetrius Sacker of Cities (англ.). — New Haven & London: Yale University Press, 2022. — ISBN 978-0-300-25907-0.